# 1586
1586. је била проста година.

## Догађаји

### Јун
- 19. јун — Енглески колонисти су напустили острво Роанок, након што нису успели да оснују прво енглеско стално насеље у Северној Америци.